# Planta Compacta y Transportable para Potabilización de Agua (UPA)
La Planta Compacta y Transportable para Potabilización de Agua (UPA) es una planta transportable que incluye todos los procesos para la potabilizacion de agua. 
Es desarrollada y fabricada por Obras Sanitarias del Estado y el Ejército del Uruguay.

Logo OSE

Se trata de unas plantas fabricadas industrialmente, de larga duración y de gran resistencia y fortaleza mecánica, de fácil operación y bajos costos de inversión y funcionamiento. Es una planta para tratamiento de agua que trabaja con una amplia variedad de calidades de agua sin procesar. Las unidades están construidas en acero inoxidable en las partes que están en contacto con las aguas, el resto de la unidad es pintada con pinturas epoxi y otros. Toda la unidad puede desarmarse fácilmente para su transporte, y cuenta con válvulas del tipo "mariposa" para permitir una operación automatizada. 
Las unidades cuentan con la garantía del Estado Uruguayo.
Las plantas son muy utilizadas por las misiones de paz de Organización de las Naciones Unidas donde Uruguay interviene como por ejemplo en Misión de Estabilización de las Naciones Unidas en Haití  o en Misión de las Naciones Unidas en la República Democrática del Congo. Las plantas son donada a estos países para colaborar con su desarrollo.

## Modelos
Modelos en producción.
| Modelo     | Promedio de flujo (m3/h) | Peso (ton) |
| ---------- | ------------------------ | ---------- |
| UPA 200T   | 20                       | 6          |
| UPA 200FD  | 40                       | 6          |
| UPA 1000T  | 70                       | 25         |
| UPA 1000FD | 120                      | 25         |
| UPA 2000T  | 140                      | 40         |
| UPA 2000FD | 250                      | 40         |

La UPA 2000 puede abastece a una población de 22.400 personas. La fabricación de las plantas chicas se hace a través de licitación pública y su costo de fabricación asciende a 30.000 dólares norteamericanos, comprendiendo esto la caja metálica y sus elementos internos. Las grandes tienen un costo aproximado de 230.000 dólares norteamericanos.

## Unidades en Uso
Actualmente se encuentran en uso o fueron distribuidas las siguientes

### Unidades donadas
| País        | Cantidad | Año  |
| ----------- | -------- | ---- |
| Honduras    | 1        | 1998 |
| El Salvador | 1        | 1998 |
| Nicaragua   | 1        | 1998 |
| Venezuela   | 1        | 1999 |
| India       | 1        | 2001 |
| Irán        | 1        | 2004 |
| Irak        | 2        | 2004 |
| Cuba        | 1        | 2005 |
| Perú        | 1        | 2007 |
| Ecuador     | 1        | 2008 |
| China       | 1        | 2008 |
| Bolivia     | 1        | 2008 |
| Cuba        | 1        | 2009 |
| Chile       | 1        | 2010 |
| Haití       | 2        | 2010 |

### Unidades vendidas
| País      | Cantidad | Modelo        |
| --------- | -------- | ------------- |
| Argentina | 5        | 200T          |
| Ecuador   | 15       | 200T/FD       |
| Irán      | 20       | 200T          |
| Venezuela | 44       | 2000T/200T/FD |
| Malasia   | 1        | 200T          |

### Unidades en uso en Misiones de Paz
| País                            | Cantidad | Modelo |
| ------------------------------- | -------- | ------ |
| República Democrática del Congo | 6        | 200T   |
| Haití                           | 4        | 200T   |